# Paul Hove
Paul Hove (... – 1988) è stato un nuotatore statunitense.

## Carriera
Vinse la medaglia di bronzo nei 200m dorso ai mondiali di Cali 1975.

## Palmarès
- Mondiali

Cali 1975: bronzo nei 200m dorso.